# دادآور برابری جنسیتی و ضد تبعیض
دادآوَر ضد تبعیض و برابری جنسیتی (نروژی: Likestillings- og diskrimineringsombudet) یا به اختصار سازمان ضد تبعیض نروژ یک نهاد مستقل دادرسی مردمی در نروژ از نوع آمبودزمان است که به پروندهای تبعیض در محیط زندگی، جامعه و کار خصوصاً در زمینه‌های تبعیض جنسیتی و تبعیض بر مبنای ظاهر و رنگ پوست، نژاد، ملیت و مذهب رسیدگی می‌کند.